# Opperduits

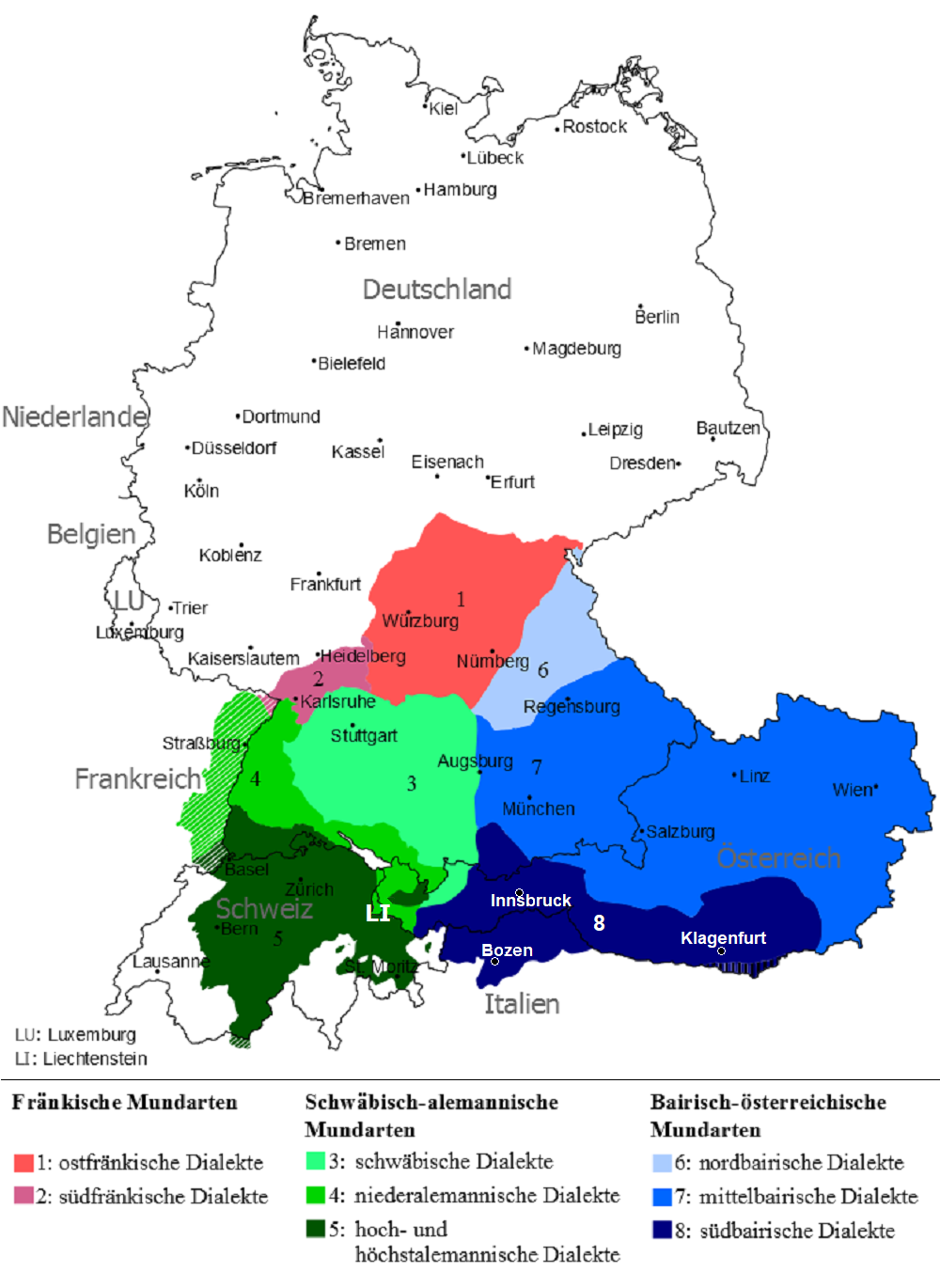
Het Opperduitse taalgebied na 1945 en de verdrijving van Duitsers.
Blauw geeft het taalgebied van het Beiers aan, groen dat van het Alemannisch.
Het Zuid-Frankische taalgebied, dat de overgang naar het opperduits vormt is roze en het Oostfrankische taalgebied, dat ook de overgang naar het opperduits vormt is rood.

Opperduits (Duits: Oberdeutsch) is een met name in de Duitse taalkunde gangbare term, als verzamelnaam voor een aantal Hoogduitse taalvariëteiten in het zuiden van Duitsland, Zwitserland en Oostenrijk. 
Het Opperduits onderscheidt zich van het Middelduits - dat ook als een vorm van Hoogduits wordt beschouwd - doordat het in hogere mate de tweede Germaanse klankverschuiving heeft ondergaan. Hierdoor zijn bijv. sommige medeklinkers die in het Nederduits (en het Nederlands) plosieven zijn, in het Hoogduits fricatieven of affricaten. De Spierse linie scheidt het Middelduitse taalgebied van het Opperduitse. Het Opperduits wordt ten zuiden van deze isoglosse gesproken.
De moderne Duitse standaardtaal is een compromisvorm tussen het oostelijke Middelduits en het noordoostelijke Opperduits (met secundaire beïnvloeding van andere dialecten met inbegrip van het Nederduits). Wat de klankverschuiving betreft kan de standaardtaal echter best bij het Opperduits worden gerekend, omdat ze de karakteristieke affricaat pf gebruikt in woorden zoals Apfel en Kopf (Middelduits: Appel, Kopp).

## Subgroepen
De voornaamste Opperduitse dialecten zijn:
- Alemannisch
- Beiers

Het Zwabisch en Elzassisch worden meestal als subvormen van het Alemannisch beschouwd. Het inmiddels uitgestorven Longobardisch had de tweede Germaanse klankverschuiving eveneens volledig doorgemaakt en wordt daarom als een vroege vorm van Opperduits beschouwd. De Oost- en Zuid-Frankische dialecten vormen een dialectcontinuüm tussen het Middel- en Opperduits.